# Neuheim (Treuchtlingen)

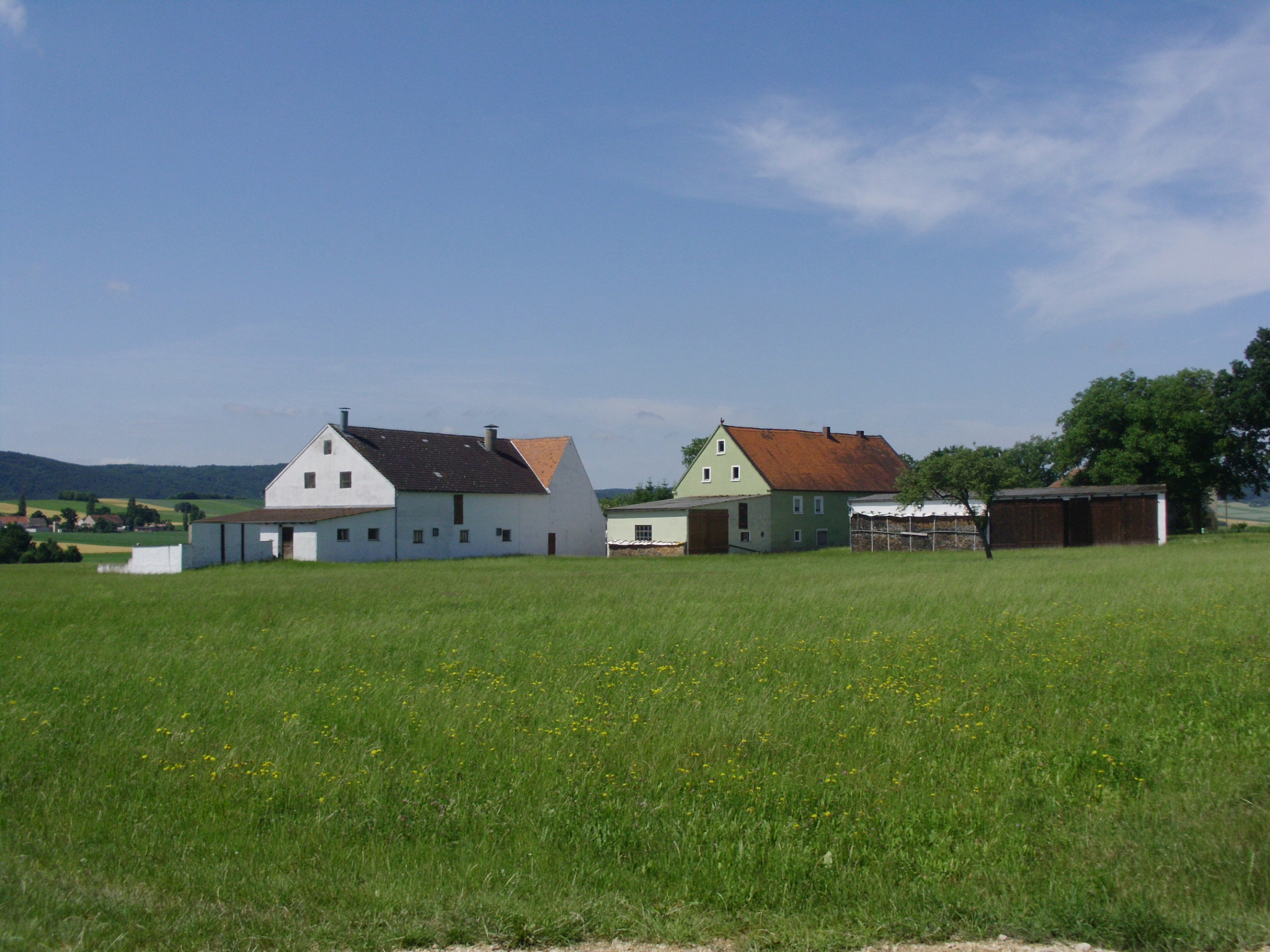
Neuheim von Nordosten aus

Neuheim ist ein Gemeindeteil der Stadt Treuchtlingen im Landkreis Weißenburg-Gunzenhausen (Mittelfranken, Bayern). Der Ort liegt in der Gemarkung Grönhart.

## Lage
Die Einöde liegt in der Aue der 2 km westlich vorbeifließenden Altmühl, nördlich von Treuchtlingen, nordöstlich von Bubenheim und südwestlich von Emetzheim. Die Ansiedelung ist über eine von der Kreisstraße WUG 5 nach Osten abzweigende Gemeindeverbindungsstraße zu erreichen, die zum Nachbarort Naßwiesen und nach diesem in nördlicher Richtung nach Emetzheim und in südlicher Richtung nach Grönhart weiterführt.

## Geschichte
Der Ort dürfte Mitte des 13. Jahrhunderts im Zuge von Neuordnungen der Marschälle von Pappenheim in ihrem Waldgebiet um Emetzheim und Trommetsheim entstanden sein. Erstmals urkundlich erwähnt wird der Weiler 1387, als Haupt und Heinrich von Pappenheim dem Ulrich dem Talmann Wiesen und Ackerbeete zu „Neuheimb“ überlassen. Eine weitere Urkunde belegt, dass 1417 Ulrich der Seckel zu Sandsee einen Hof zu „Newham“ besaß, den er Ulrich Brewnlin zu Holzingen verkauft. 1441 taucht erstmals die heutige Schreibweise des Ortsnamens auf. 1479 gehen zwei Güter an das Kloster St. Walburg in Eichstätt über. 1610 hat die St. Andreaspflege in Weißenburg einen Hintersassen in „Neuhaim“. 1727 belehnt der Bischof von Eichstätt das Weißenburger Spital mit dem großen und kleinen Zehnt. Am Ende des Alten Reiches bestand Neuheim aus drei Anwesen: Zwei Halbhöfe gehörten der Herrschaft Pappenheim, ein Hof der St. Andreaspflege in Weißenburg.
1805/06 fiel die Herrschaft Pappenheim an das Königreich Bayern. Neuheim wurde 1808 mit Grönhart (Weiler und Bahnhof), Hagenau und Naßwießen dem Steuerdistrikt Dettenheim im Justizamt Pappenheim zugeschlagen. Mit dem Gemeindeedikt von 1818 wandelte sich der Steuerdistrikt zur gleichnamigen Ruralgemeinde, von der 1835 Grönhart mit Neuheim, Hagenau und Naßwiesen als selbständige Ruralgemeinde Grönhart abgetrennt wurde.
Gerichtlich unterstand Grönhart ab 1907 dem Königlich gräflich-pappenheimischen Untergericht/Justizamt, das 1818 zu einem Herrschaftsgericht I. Klasse erhoben wurde. Diese standesherrliche Gerichtsbarkeit wurde 1848 aufgehoben und 1852 in ein Landgericht Pappenheim, 1879 in ein Amtsgericht Pappenheim umgewandelt. Als dieses 1933 aufgelöst wurde, kam Grönhart und damit auch Neuheim zum Amtsgericht Weißenburg.
Am 1. Juni 1971 schloss sich Grönhart im Zuge der Gemeindegebietsreform zusammen mit seinen Gemeindeteilen Hagenau, Naßwiesen und Neuheim freiwillig der Stadt Treuchtlingen an.
1861 wohnten in Neuheim 13, 1987 6 Personen.